# Plagiorhynchus angrense
Plagiorhynchus angrense är en hakmaskart som först beskrevs av Lauro Travassos 1926.  Plagiorhynchus angrense ingår i släktet Plagiorhynchus och familjen Plagiorhynchidae. Inga underarter finns listade i Catalogue of Life.